# Cappella Confluentes
Cappella Confluentes ist ein Koblenzer Barockensemble. Es wurde im Jahr 2004 von Tenor Christopher Fülling und Dirigent/Cembalist Jörn Hinnerk Andresen mit einem Konzert in der Abteikirche Maria Laach aus der Taufe gehoben.
Neben der Beschäftigung mit der Historische Aufführungspraxis vor allem des Frühbarock steht das Repertoire der Polnischen Hofkapelle unter Asprilio Pacelli im Mittelpunkt der Arbeit.
Daneben ist das Ensemble in der Oper aktiv, so 2005/2006 im dafür ideal geschaffenen Theater der Stadt Koblenz aus dem Jahre 1787 mit der Oper King Arthur von Henry Purcell.
Cappella Confluentes veranstaltet regelmäßig die „Koblenzer Barockkonzerte“.